# Берёзовка (Павлоградский район)
Берёзовка, Березовка — опустевшая деревня в Павлоградском районе Омской области России. Входит в состав Новоуральского сельского поселения. Проживают казахи.

## География
Расположена на юге региона, в степной зоне, в 20 км от государственной границы с Казахстаном и в 27 км к востоку от Павлоградки. 

## История
В соответствии с Законом Омской области от 30 июля 2004 года № 548-ОЗ «О границах и статусе муниципальных образований Омской области» деревня вошла в состав образованного Новоуральского сельского поселения.

## Население
| 2010 |
| ---- |
| 0    |

В 2002 году численность населения составляла 14 человек, из них казахи составляли 64 %.

## Инфраструктура
Было развито животноводство.

## Транспорт
Рядом с селом проходит автодорога Павлоградка — Новоуральское.